# Castelo Barr (East Ayrshire)

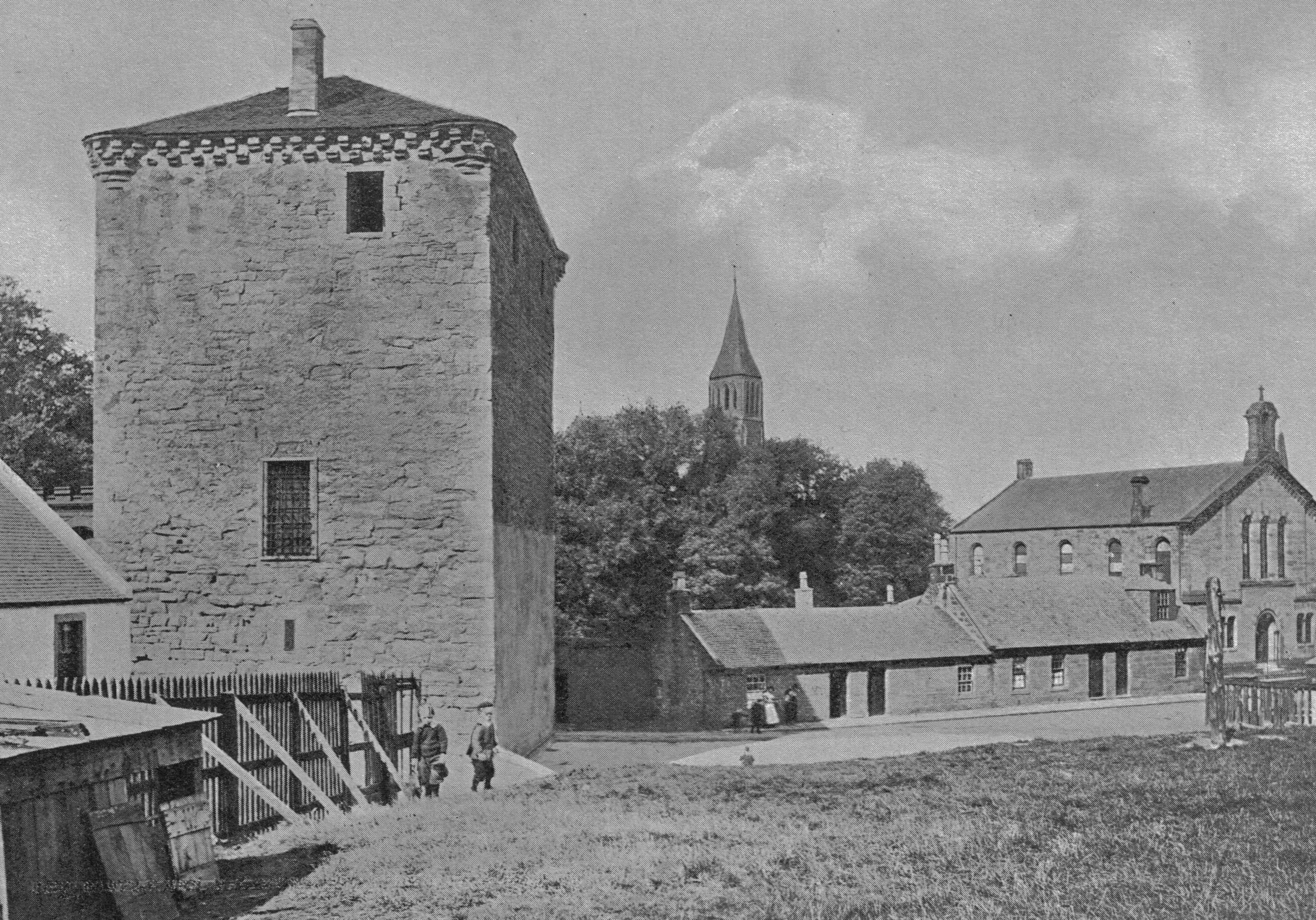
Castelo Barr em 1900, Escócia.

O Castelo Barr também chamado de Lockhart Tower (em inglês:   Barr Castle) é um castelo do século XV atualmente em ruínas localizado em Galston, East Ayrshire, Escócia.

## História
Também é designado de Torre Lockhart, devido ao seu antigo proprietário, Lockhart de Barr, localizando-se num rochedo no meio de Galston.
Foi construído no perído entre 1400-1542, tendo sido muito modificado, perdendo praticamente o seu traço original, sendo atualmente usado como armazém de lã.
Por cima de uma das portas encontra-se uma placa com a inscrição: "Os reformistas escoceses George Wishart e John Knox pregaram neste lugar - 1545 e 1556 respetivamente"; quando e em que circuntâncias esta placa foi erigida não é possível dizer.
Encontra-se classificado na categoria "B" do "listed building" desde 13 de agosto de 1971.

## Estrutura
Mede 14 metros por 10 metros, e possui paredes com 2 metros de espessura.